# HMS Triumph (1764)
HMS Triumph — 74-пушечный линейный корабль 3 ранга Королевского флота, второй корабль Его величества, носивший название Triumph.

## Постройка
Представитель «больших» двухдечных кораблей, построенных по образцу французского Invincible, взятого при Финистерре. Заказан 21 мая 1757 года. Спущен на воду в Вулвиче 3 марта 1764 года.

## Служба
1780 год — капитан Филипп Аффлек (англ. Philip Affleck). Присоединился к адмиралу Родни перед стычкой 19 мая с наветра от Мартиники.
1784 год — ремонт в Чатеме.
1795 год — капитан сэр Эразмус Гоуэр (англ. Erasmus Gower). С эскадрой вице-адмирала Корнуоллиса покинул Спитхед, крейсировал у острова Уэссан. 8 июня погнались за большим конвоем из Бордо в Брест, с сильным охранением из 74-пушечных и фрегатов, под командой контр-адмирала Ванса (фр. Vence). Французы попытались уйти к Бель-Иль, Triumph, с HMS Kingfisher и HMS Phaeton, нагнали концевые корабли и открыли огонь. Подошла остальная эскадра, было захвачено несколько призов, которые HMS Kingfisher через три дня отвел в порт. Французы в Бресте, полагая что Ванс блокирован под Бель-Иль, выслали на подмогу 9 линейных кораблей, 2 50-пушечных и 7 фрегатов. 15 июня они соединились с Вансом у острова Груа, а на следующий день обнаружили небольшую британскую эскадру. Начался знаменитый отход Корнуоллиса. В итоге только HMS Mars и HMS Triumph имели повреждения. На HMS Triumph были побиты мачты и порваны паруса, несколько попаданий в корпус, но потерь он не имел.
1797 год — был при Кампердауне.
1799 год — капитан Секкам (англ. Seccome), Спитхед.
1800 год — капитан Харви (англ. Harvey), Флот Канала.
25 августа 1801 года на борту HMS Gladiator в Портсмуте состоялся военно-полевой суд. Матрос с HMS Triumph Томас Крамптон (англ. Thomas Crampton) был привлечен за неуважительное обращение и попытку ударить мичмана Слотера (англ. Slaughter). Приговорен к трем дюжинам плетей.
1802 год — капитан сэр Роберт Барлоу (англ. Robert Barlow), Мальта. 6 октября HMS Triumph, вместе с HMS Superb, HMS Dragon, HMS Gibraltar и HMS Renown, получили приказ выйти из Гибралтара на Мальту. Команда HMS Gibraltar взбунтовалась, но вскоре была приведена к подчинению; другие корабли отказались следовать её примеру. Эскадра бросила якорь в бухте Ористаньи, Сардиния, где уже стояли HMS Kent, HMS Agincourt и HMS Monmouth. До них боевые корабли в бухте не бывали. Во время шторма HMS Triumph и HMS Renown оборвали якоря.
1805 год — капитан Генри Инман (англ. Henry Inman), Флот Канала. Был у мыса Финистерре в эскадре адмирала Кальдера (потери 5 убитых, 6 раненых).
1807 год — капитан сэр Томас Харди, Галифакс.
1808 год — Портсмут, Флот Канала. Поддерживал HMS Amethyst и HMS Shannon при взятии французского фрегата Thétis
1813 год — рейдовая служба, госпитальное судно.
1850 год — разобран.